# Voisenon
Voisenon är en kommun i departementet Seine-et-Marne i regionen Île-de-France i norra Frankrike. Kommunen ligger i kantonen Melun-Nord som tillhör arrondissementet Melun. År 2022 hade Voisenon 1 169 invånare.

## Befolkningsutveckling
Antalet invånare i kommunen Voisenon
| Referens: INSEE |